# توماش کونتسکی
توماش کونتسکی (لهستانی: Tomasz Konecki؛ زادهٔ ۲۲ آوریل ۱۹۶۲) کارگردان فیلم اهل لهستان است.
از فیلم‌ها یا مجموعه‌های تلویزیونی که وی در آن‌ها نقش داشته است، می‌توان به تستوسترون، «نیمه جدی»، نامه به بابا نوئل ۳ و مرد ایده‌آل برای دوست‌دخترم اشاره نمود.